# 侧枝藻属
侧枝藻属（学名：Pleurocladia）为水云科的一个属。

## 下属物种
本属包括以下物种：
- 侧枝藻 Pleurocladia lacustris A.Braun, 1855
- Pleurocladia lucifuga (Kuckuck) Wilce, 1966